# Grödby, Bromölla kommun
Grödby är en tidigare småort i Bromölla kommun i Skåne län belägen i Ivetofta socken. Vid 2015 års småortsavgränsning hade orten vuxit samman med Håkanryds småort.

## Befolkningsutveckling
| Befolkningsutvecklingen i Grödby 1990–2010         | Befolkningsutvecklingen i Grödby 1990–2010 | Befolkningsutvecklingen i Grödby 1990–2010 | Befolkningsutvecklingen i Grödby 1990–2010 | Befolkningsutvecklingen i Grödby 1990–2010 |
| -------------------------------------------------- | ------------------------------------------ | ------------------------------------------ | ------------------------------------------ | ------------------------------------------ |
|                                                    |                                            |                                            |                                            |                                            |
| År                                                 |                                            |                                            | Folkmängd                                  | Areal (ha)                                 |
| 1990                                               | 1990                                       |                                            | 110                                        | 33#                                        |
| 1995                                               | 1995                                       |                                            | 62                                         | 17#                                        |
| 2000                                               | 2000                                       |                                            | 64                                         | 17#                                        |
| 2005                                               | 2005                                       |                                            | 56                                         | 17#                                        |
| 2010                                               | 2010                                       |                                            | 73                                         | 18#                                        |
| Anm.: Sammanvuxen med Håkanryd 2015. # Som småort. |                                            |                                            |                                            |                                            |